# Menjagrà corbí
El menjagrà corbí (Sporophila corvina) és un ocell de la família dels tràupids (Thraupidae).

## Hàbitat i distribució
Habita cantells de la selva pluvial, zones amb herba, arbusts, vegetació secundària, sembrats i boscos des de l'est de Mèxic, a través d'Amèrica Central i Colòmbia occidental, fins al Perú occidental.

## Taxonomia
Algunes classificacions interpreten que les poblacions meridionals pertanyen en realitat a una espècie diferent:
- Sporophila ophthalmica - menjagrà pitnegre.[3]